# Requerimiento
Le Requerimiento (« Injonction » ou « Sommation ») est un texte rédigé en 1513 par le juriste espagnol Juan Lopez de Palacios Rubios, à une époque où, après la conquête d'Hispaniola dans les années 1490, commence l'expansion espagnole dans les Caraïbes (Cuba en 1511) et sur le continent américain (Mexique en 1515). Le Requerimiento est censé être lu aux autochtones par les conquistadors espagnols lors du premier contact, afin d'obtenir leur soumission immédiate. 
Ce texte, qui se fonde sur le livre de la Genèse, affirme que le pape a autorité sur ces terres en tant que vicaire du Christ et qu'elles sont octroyées par Dieu au souverain du pays qui les a découvertes ; en conséquence, au cas où les autochtones refuseraient cette double autorité et, notamment de se convertir au christianisme, les chrétiens mèneraient contre eux une guerre juste. 

## Contexte
Le contexte du Requerimiento est le problème des relations entre chrétiens et non chrétiens, devenu aigu vers 1500 en Espagne, dans le cadre des grandes découvertes et de la fin de la Reconquista :
1) les grandes découvertes portugaises, initiées en 1415 par le prince Henri le Navigateur (exploration de la côte de l'Afrique, avec pour objectif à long terme une liaison maritime directe vers les Indes), mettent les Portugais en contact direct avec les Africains noirs à partir des années 1440 ; en 1452, le pape promulgue la bulle Dum Diversas, qui autorise leur réduction en esclavage par les Portugais (à qui le pape réserve le droit de naviguer au sud des îles Canaries), en principe à la suite d'une guerre.
2) la fin de la Reconquista, effective en janvier 1492 avec la prise de Grenade et la fin du royaume de Grenade, dernier bastion musulman en Espagne. Lors de l'annexion de ce royaume par la Castille, les musulmans (« Maures ») ont le choix entre partir en exil ou rester ; dans ce dernier cas, beaucoup de gens estiment qu'ils doivent se convertir au christianisme : les Rois catholiques Isabelle de Castille et Ferdinand d'Aragon imposent la conversion des musulmans par un édit du 14 février 1502 (les convertis, appelés « Morisques », seront tout de même expulsés au début du XVIIe siècle).
3) les grandes découvertes espagnoles, initiées par le voyage de Christophe Colomb de 1492 ; les Espagnols entrent alors au contact avec des peuples nouveaux, les « Indiens » (car on croit au départ avoir atteint les Indes), indigènes des îles Caraïbes.  
Quel doit être leur statut ? Pour Colomb, la réduction en esclavage est possible : revenant de son deuxième voyage en juin 1496, il ramène 500 captifs en Castille. La reine Isabelle s'oppose à ce qu'ils soient vendus comme esclaves ; ils seront libérés et rapatriés un peu plus tard. 
Mais le problème se pose sur place : les indigènes peuvent-ils être asservis ? doivent-ils être convertis de force ? Un certain nombre de religieux présents dans les îles, notamment le groupe des Dominicains qui y ont été envoyés, estiment que les indigènes ont des droits.

## Circonstances de la rédaction

### Juan Lopez en 1512
En 1512, Juan Lopez de Palacios Rubios est un homme important dans le royaume de Castille : docteur en droit, il est professeur à l'université de Valladolid, mais aussi membre de plusieurs conseils royaux, notamment le Conseil de Castille à partir de 1504.

### Le sermon de Montesinos en défense des Indiens (1511)
Le Requerimiento est une conséquence du sermon célèbre prononcé à Hispaniola le 21 décembre 1511 par le dominicain Antonio de Montesinos, dénonçant devant les colons leur comportement envers les Indiens et leur enjoignant de les aimer comme Dieu aime tous les hommes. Ce sermon en défense des indigènes suscite une réaction immédiate du gouverneur Diego Colomb, fils de Christophe, qui le dénonce à Ferdinand d'Aragon, régent de Castille, en affirmant notamment que Montesinos a mis en cause l'autorité royale dans les Indes. Il envoie aussi un émissaire à Ferdinand, mais les dominicains d'Hispaniola, au nombre de quinze, envoient aussi l'un d'entre eux, Pedro de Cordoba, à la cour de Castille pour défendre Montesinos. 

### Les lois de Burgos (1512)
Ferdinand, qui est moins soucieux du sort des Indiens que ne l'était son épouse Isabelle (morte en 1504), réunit cependant une commission qui élabore les lois de Burgos (1512). L'année suivante, une nouvelle commission est réunie pour rédiger une « clarification des lois de Burgos » (1513). 
C'est dans ces circonstances que Juan Lopez élabore ensuite son Requerimiento.

## Analyse du texte
Le texte affirme que les territoires américains sont d'ores et déjà sous la supervision du Pape, en ce que la Terre a été créée tout entière par Dieu, et que les autochtones, disposant d'une âme, sont déjà pleinement chrétiens.
Le texte entend légitimer la conquête. Pour ce faire, il commence par exposer une chaîne qui part de la création du Monde par Dieu, passe par Saint-Pierre et les papes, pour aboutir aux Espagnols, auxquels le pape aurait fait don de l'Amérique. Cela est une allusion au traité de Tordesillas en 1494, par lequel le pape Alexandre VI partage le Nouveau Monde entre l'Espagne et le Portugal. Les Indiens étant maintenant informés de la situation, ils sont sommés de se soumettre, sous peine d'être réduits en esclavage.

## Suites
Il est censé être lu aux indigènes lors d'une première rencontre, mais c'est souvent impossible dans le cas, courant, où il n'y a pas d'interprète. 
Le texte donne lieu à beaucoup de critiques, dès sa première tentative d'application en 1514 par Pedrarias Dávila à Panama. 
Dans la Suma de Geografía du bachelier Fernández de Enciso (1519), son contenu est remis en question. L'auteur rapporte dans une anecdote qu'après lui avoir lu le Requerimiento, un cacique du Cenú lui a répondu que le pape devait être fou et le roi d'Espagne ivre pour céder ce qui ne leur appartenait pas.

## Postérité
Le Requerimiento est vite connu des intellectuels de l'Europe entière. 
Bartolomé de las Casas (1484-1566) se montre particulièrement critique à l'égard du Requerimiento. Il écrit : « C'est se moquer de la vérité et de la justice, et c'est une grande insulte à notre foi chrétienne, à la piété et à la charité de Jésus-Christ, et cela n'a aucune valeur juridique ». 
Montaigne (1533-1592) en parle dans ses Essais, en présentant la découverte de l'Amérique de façon positive dans un premier temps. Il écrit ainsi que « En costoyant la mer en quête de leurs mines, aucuns espagnols prirent terre en une contrée fertile et plaisante, fort habitée, et firent à ce peuple leur remontrance acoutumée : Qu'ils étaient gens paisibles, venans de lointains voyages, envoyez de la part du Roy de Castille, le plus grand prince de la terre habitable, auquel le Pape, représentant Dieu en terre, avait donné la principauté de toutes les Indes ; que, s'ils voulaient luy estre tributaires, ils seraient très bénignement traictez; leur demandait des vivres pour leur nourriture et de l'or pour les besoins de quelque medecine ; leur remontroient au demeurant la créance d'un seul Dieu et la vérité de notre religion, laquelle ils leur conseilloient d'accepter, y adjoutans quelques menaces ». Il se montre ensuite plus critique, parlant de cités « rasées », de nations « exterminées ».

## Texte duRequerimiento(traduction en français)
« Au nom de Sa Majesté catholique et impériale, roi des Romains et empereur toujours auguste, au nom de Doña Juana, sa mère, rois d’Espagne etc., défenseur de l'Église, toujours vainqueur et toujours invincible, conquérant des peuples barbares, […] je vous fais savoir, le mieux qu’il m’est possible, que Dieu notre Seigneur, unique et éternel, a créé le ciel, la terre, un homme et une femme, desquels nous et vous ainsi que tous les hommes du monde, passés et présents, nous sommes descendants et de qui descendront tous ceux qui viendront après nous. Mais le grand nombre des descendants de ces premiers parents a été cause qu’il y a cinq mille ans et plus, depuis la création du monde, il a été nécessaire qu’une partie de ces hommes s’en allassent d’un côté, et une autre partie d’un autre côté, et qu’ils se divisassent dans un grand nombre de royaumes et de provinces, car ils ne pouvaient tous subsister dans une même contrée.

          Dieu, notre Seigneur, a chargé un de ces hommes, nommé Saint-Pierre, d’être le souverain de tous les hommes, dans quelque pays qu’ils habitassent et quelles que fussent leurs lois et leur religion ; Dieu lui a donné le monde entier pour royaume, seigneurie et juridiction.

          Il lui a ordonné pareillement d’établir son siège à Rome, comme étant l’endroit où il pourrait le mieux gouverner le monde. Cependant il lui a permis aussi de résider et d’établir le siège de sa puissance dans tout autre endroit du monde qu’il voudrait, pour juger et gouverner tous les peuples chrétiens, maures, indiens, païens, enfin de quelque religion qu’ils fussent.

          On l’a nommé Pape, ce qui veut dire admirable, le père et le gardien suprême parce qu'il est le père et le souverain de tous les hommes.

          Les hommes qui vivaient à cette époque ont obéi à ce Saint-Pierre et ils l’ont reconnu comme roi et souverain de l’univers, et ils ont considéré de même tous ceux qui, par la suite, ont été promus au pontificat. Cet usage a été suivi jusqu’à présent et durera jusqu’à la fin du monde.

          Un des pontifes passés, qui monta sur ce trône et qui succéda à la dignité de ce prince dont je viens de parler, en qualité de souverain du monde, a fait don des îles et de la terre ferme qui se trouvent au-delà de la mer de l’océan aux dits empereur et reine, héritiers de ces royaumes, nos seigneurs ainsi que de tout ce que ces contrées contiennent, comme cela a été arrêté dans certains actes qui ont été dressés à ce sujet [les bulles] et dont vous pouvez prendre connaissance si vous le voulez, de sorte que leurs Altesses sont souverains de ces îles et de la terre ferme, en vertu de ladite donation, et en cette qualité de roi et maître, la plupart ou presque toutes ces îles, aux habitants desquels on a notifié cette donation, ont reconnu leurs Majestés, leur ont obéi et leur obéissent comme le doivent faire des sujets, de leur plein gré, sans résistance aucune, au moment où ils furent informés de ce qu’on vient de vous faire savoir, ils se sont soumis aux dignes religieux que leurs Altesses leur ont envoyés pour les convertir et les instruire dans notre sainte foi Catholique, et cela de bon cœur et librement, sans indemnité, ni condition aucune ; ils se sont faits chrétiens et ils le sont encore aujourd’hui. Leurs Altesses les ont reçus comme sujets avec joie et avec bonté ; elles ont ordonné de les traiter comme leurs autres sujets, et vous êtes tenus et obligés de faire de même.

          En conséquence, et le mieux que je peux, je vous prie et vous enjoins de bien considérer ce que je vous ai dit, de le regarder comme chose entendue, de vous consulter là-dessus pendant tout le temps qui sera justement nécessaire, et de reconnaître l’Église comme reine et souveraine du monde entier et en son nom le souverain pontife, nommé Pape, représenté par la Reine et le Roi, nos maîtres, qui sont les souverains et les rois de ces îles et de la terre ferme en vertu de ladite donation, de consentir et de faire en sorte que ces religieux vous apprennent ce que je vous ai déjà énoncé. En agissant ainsi vous vous en trouverez bien, vous remplirez votre devoir ; leurs majestés, et moi-même en leur nom [i.e., le capitaine lisant le requerimiento aux indigènes], nous vous traiterons avec affection et charité, nous vous laisserons la possession libre de vos femmes, de vos enfants et de vos biens, sans que vous soyez soumis à aucune obligation, afin que vous en fassiez ce que vous voulez en toute liberté. On ne vous forcera pas à embrasser le christianisme, mais lorsque vous serez bien instruits de la vérité et que vous désirerez être convertis à notre sainte foi catholique, comme l’ont fait presque tous les habitants des autres îles, on vous fera chrétiens, et en outre Sa Majesté vous accordera de nombreux privilèges, beau¬coup de faveurs, et vous fera instruire. Si vous ne le faites pas et si par malice vous tardez à consentir à ce que je vous propose, je vous certifie qu’avec l’aide de Dieu je marcherai contre vous les armes à la main ; je vous ferai la guerre de tous côtés et par tous les moyens possibles ; je vous soumettrai au joug et à l’obéissance de l'Église et de Sa Majesté, je m’emparerai de vos personnes, de celles de vos femmes et de vos enfants, je vous réduirai en esclavage, je vous vendrai et disposerai de vous suivant les ordres de Sa Majesté, je prendrai vos biens, je les ravagerai et je vous ferai tout le mal possible comme à des sujets désobéissants. Je vous signifie que ce ne sera ni Sa Majesté, ni moi, ni les gentilshommes qui m’accompagnent qui en seront cause, mais vous seuls. J’enjoins au notaire présent et aux autres personnes qui l’accompagnent d’être témoins de ce que je vous signifie. » 